# 100 Miles to Hell
100 Miles to Hell är en EP med det engelska bandet Venom. Den utgavs den 22 december 2017 i formaten 12-tumsvinyl, digital nedladdning och kassettband.

## Låtlista
| Nr | Titel             | Längd |
| -- | ----------------- | ----- |
| 1. | 100 Miles to Hell | 4:10  |
| 2. | We the Loud       | 3:57  |
| 3. | Beaten to a Pulp  | 3:13  |

## Medverkande
- Cronos (Conrad Lant) – elbas, sång
- Rage (Stuart Dixon) – gitarr
- Danté (Daniel Needham) – trummor